# Georges Pradez
Georges Pradez, pseudonyme de Georges Jortay, né le 30 avril 1939 à Grivegnée (Liège) et mort à Bruxelles dans la nuit du 31 août au 1er septembre 2014 , est un animateur belge de radio et de télévision.

## Biographie
Georges Pradez est animateur (G.O.) au Club Méditerranée pendant quatre saisons, puis commence sa carrière radiophonique à la RTB Liège en 1964 où Robert Stéphane l'engage pour présenter, en compagnie de Laurette Charlier, le magazine féminin Magazine F puis à partir du 8 janvier 1973, en télé, tous les quinze jours, TV F.
Par après, il présente entre autres les émissions Petit Pylône, Big Palou et Boulevard du Temps, ainsi que plusieurs jeux télévisés, dont La proie pour l'ombre. En 1986, il est présentateur du Grand Prix Eurovision de la chanson.  Il anime à la même époque, et ce jusqu'en 1988, en début de soirée, l'émission Carrefours où il reçoit des artistes, écrivains et autres personnes de la société.
Il est le premier représentant de la Belgique, lors de la Semaine de la Francophonie en 1969, puis remplacé par Paule Herreman lorsque l'émission devient quotidienne, du jeu international des télévisions francophone Le Francophonissime. Il représente à nouveau la Belgique, en 1981, pour le "Francophone d'Or".
Il a également joué dans plusieurs caméras cachées (Sans rancune), et animé des galas télévisés.
Au cinéma, il double des films d'animation, dont la série Boule et Bill (1975), où il est la voix de Bill, le cocker, et aussi le film La Flûte à six schtroumpfs 1976.
Il enregistre aussi les Aventures d'Alice au pays des merveilles de Lewis Carroll ainsi que Mambo à Buenos Aires, une aventure de l'hôtesse de l'air Natacha, l’héroïne de François Walthéry.
Georges Pradez prend sa retraite en 2003 mais reste chroniqueur de C'est presque sérieux, l'émission radiophonique de l'après-midi de La Première.
En 2009, Georges Pradez est fait citoyen d'honneur par la commune d'Auderghem.
Georges Pradez participe en 2013 à la conception de l'exposition Vu à la Radio à Tour et Taxis à Bruxelles.